# Sympycnus bredini
Sympycnus bredini är en tvåvingeart som beskrevs av Robinson 1975. Sympycnus bredini ingår i släktet Sympycnus och familjen styltflugor.
Artens utbredningsområde är Dominica. Inga underarter finns listade i Catalogue of Life.